# Уистон, Уильям
Уильям Уистон (англ. William Whiston; 9 декабря 1667 — 22 августа 1752) — английский учёный-энциклопедист, историк, математик, теолог.
Окончил Клэр Колледж Кембриджского университета (бакалавр 1690, магистр 1695).
В 1696 году опубликовал книгу «Новая теория Земли от её сотворения…» (англ. A New Theory of the Earth from its Original...), в которой выдвинул предположение о происхождении Земли из кометы и о том, что Всемирный потоп был вызван прохождением Земли через хвост огромной кометы, состоявший из воды. В 1701 году занял пост помощника Исаака Ньютона в Кембриджском университете, два года спустя получил должность профессора. Однако в 1710 году Уистон был лишён этой должности вследствие того, что в своих теологических выступлениях начал утверждать исконную правоту арианства; подробному обоснованию этой позиции был посвящён труд Уистона «Возрождение первоначального христианства» (англ. Primitive Christianity Revived; 1711—1712, в 5 томах).
Уистону принадлежит ряд значительных переводов, прежде всего — перевод на английский язык «Иудейских древностей» Иосифа Флавия.